# San Pellegrino Terme
San Pellegrino Terme ist eine italienische Gemeinde (comune) mit 4645 Einwohnern (Stand 31. Dezember 2023) und ein Dorf in der Provinz Bergamo, Region Lombardei.

## Geographie
Die Gemeinde liegt im Val Brembana am Fluss Brembo, etwa 24 km von Bergamo und 70 km von Mailand entfernt in den Bergamasker Alpen.

## Geschichte
Der Name San Pellegrino bezieht sich auf Peregrinus von Auxerre, einen frühchristlichen Bischof von Auxerre und Märtyrer († 304), dem die Pfarrkirche im 8. Jahrhundert geweiht wurde.
Der Ort lag bis ins 16. Jahrhundert, als eine Fahrstraße gebaut wurde, ziemlich isoliert. Am Ende des 18. Jahrhunderts entwickelte sich der Ort dank seiner Mineralquellen mit etwa 26 °C Temperatur zu einem Thermalbad. Wichtige Einrichtungen wurden Anfang des 20. Jahrhunderts im Libertystil erbaut: die Badeeinrichtungen, das Casino und das Grand Hotel.
1906 bis 1966 war der Ort durch die Ferrovia Valle Brembana erreichbar. 
Eine 1909 errichtete, 1989 stillgelegte und 2022 wiedereröffnete Standseilbahn erschließt das auf einer Seehöhe von 654 Metern gelegene Bergdorf Vetta.

## Mineralwasser
In San Pellegrino Terme wird das Mineralwasser S.Pellegrino abgefüllt. Seiner chemischen Zusammensetzung nach ist es ein Calcium-Magnesium-Sulfat-Hydrogencarbonat-Wasser aus triassischen Gesteinskomplexen.

## Gemeindepartnerschaften
- Burgdorf,  (Emmental), seit 1989
- Larino,  (Provinz Campobasso), seit 1989
- La Salle-les-Alpes,  (Département Hautes-Alpes), seit 1989

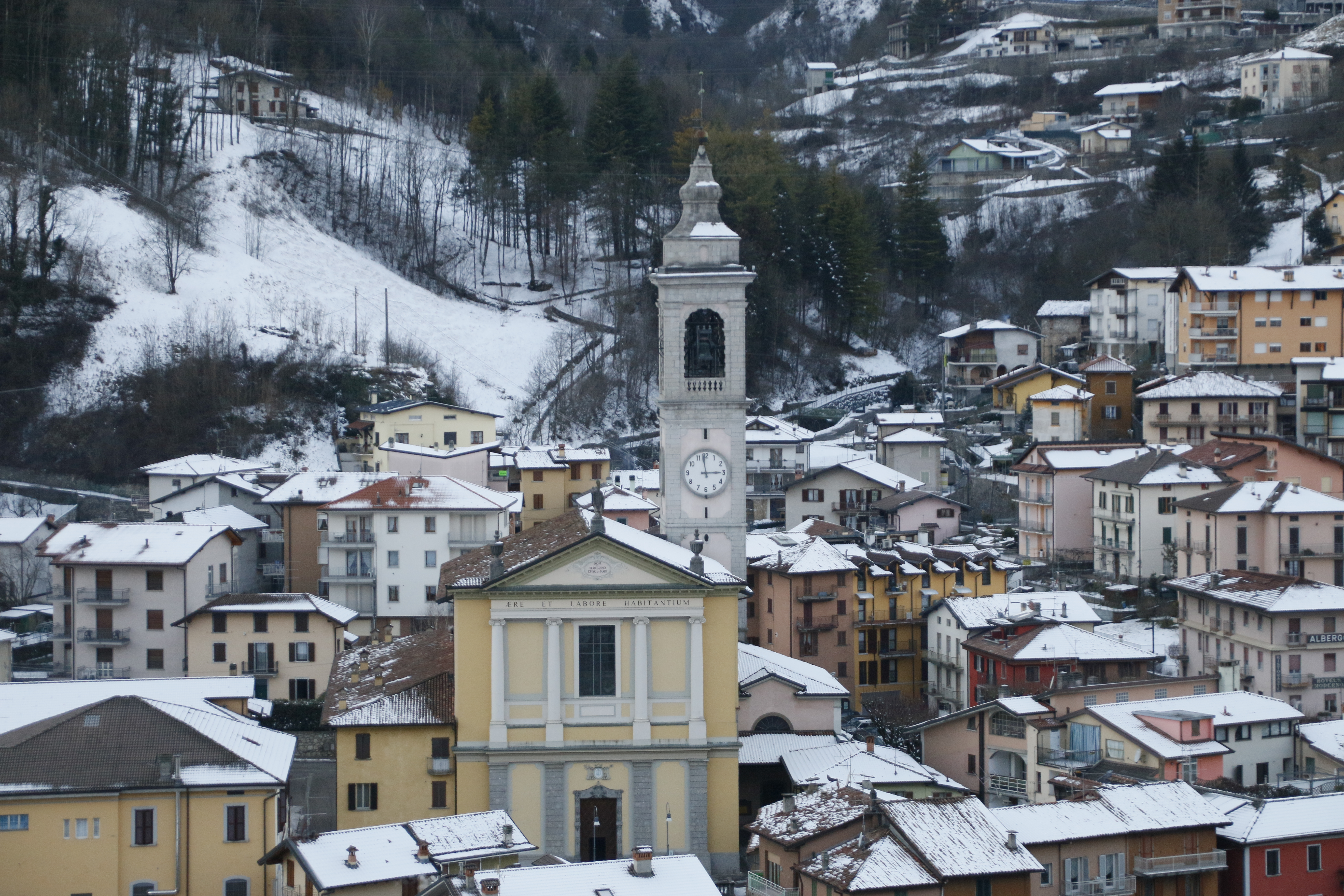
Pfarrkirche Parrocchia di San Pellegrino Vescovo e Martire
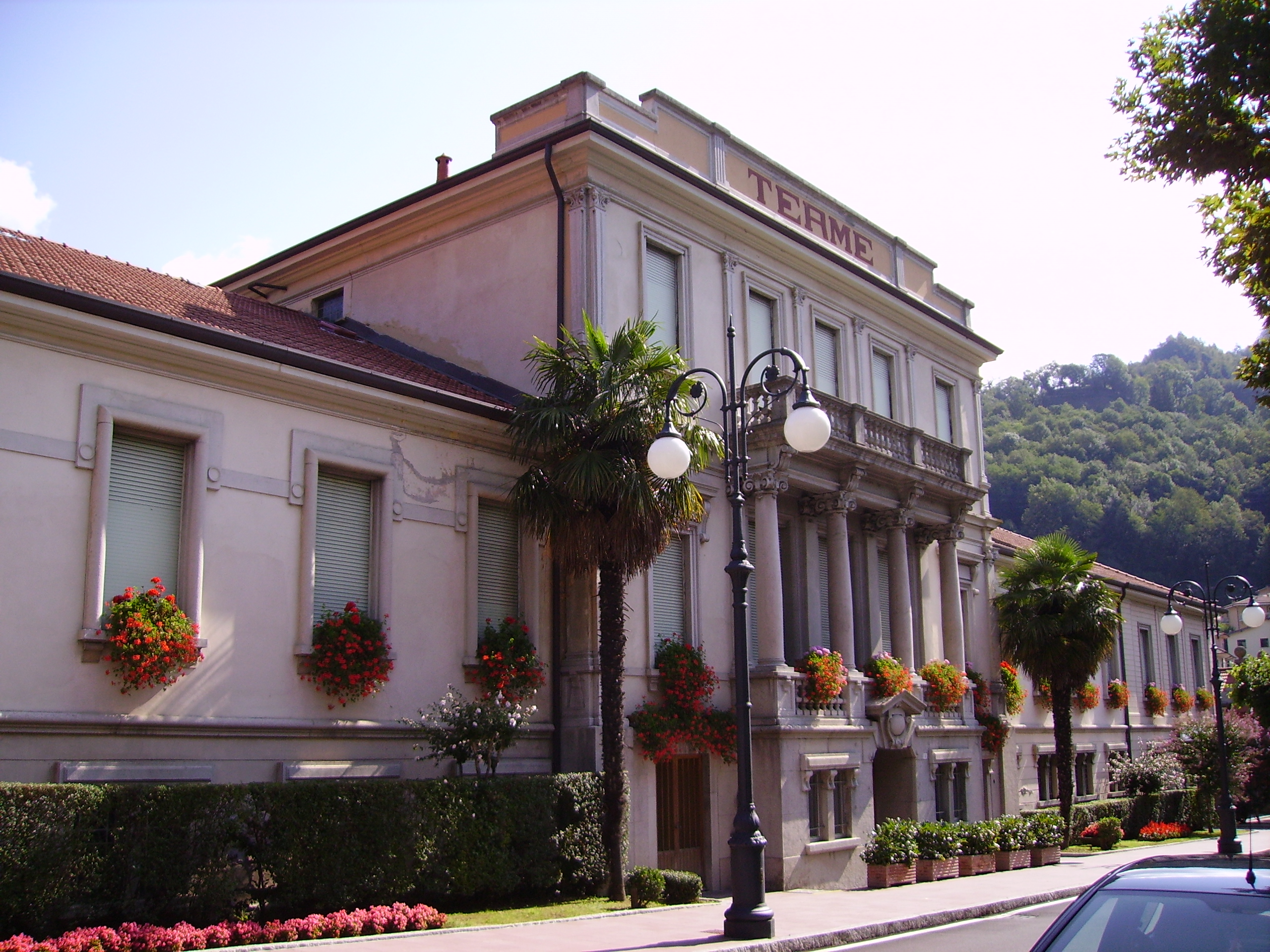
Thermalbad
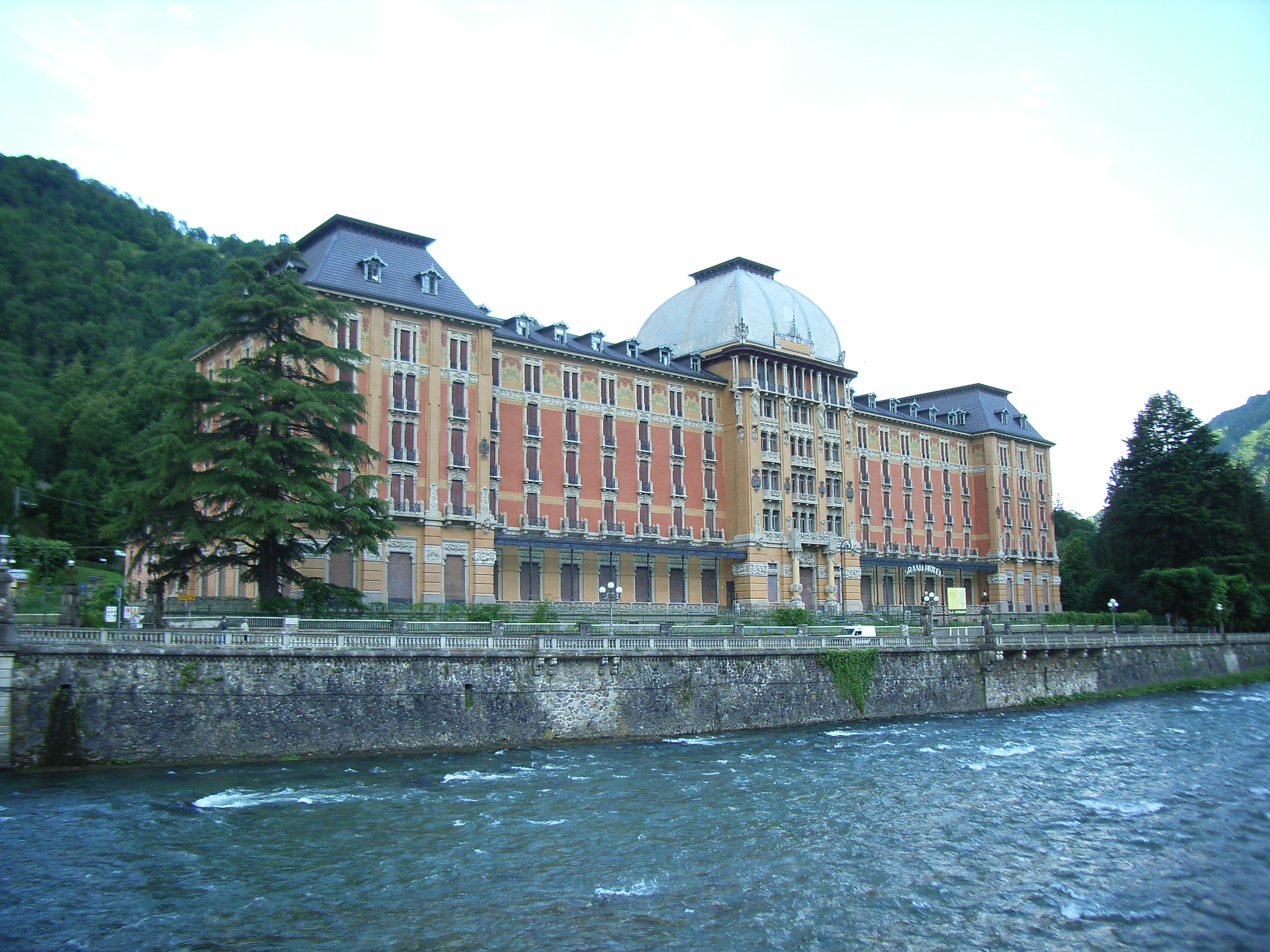
Grand Hotel San Pellegrino
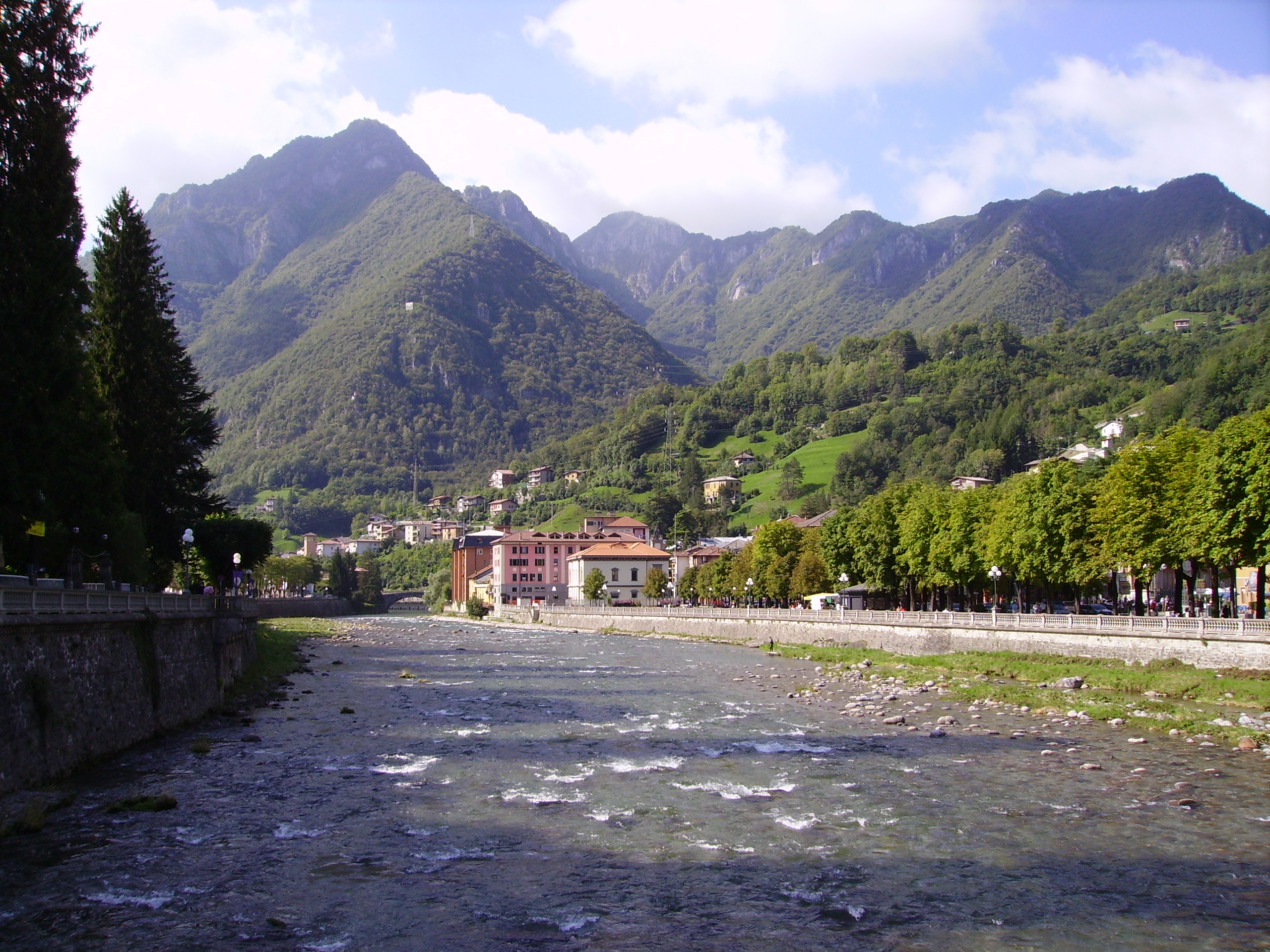
Fluss Brembo bei San Pellegrino